# Heterephyra
Heterephyra là một chi bướm đêm thuộc họ Geometridae.